# Father of the Bride (1991)
Father of the Bride (Vader van de bruid) is een Amerikaanse speelfilm uit 1991 onder regie van Charles Shyer. De hoofdrollen werden gespeeld door Steve Martin, Diane Keaton, Martin Short en Kimberly Williams. Het script werd voor de film uit 1950, waarvan deze versie een remake is, geschreven door Frances Goodrich en Albert Hackett op basis van de roman van Edward Streeter.
De film verhaalt over een man wiens dochter gaat trouwen, en over de grote en kleine catastrofes die plaatsvinden tijdens de voorbereidingen van dit huwelijk.
In 1995 werd een vervolg uitgebracht: Father of the Bride Part II.